# Melanitta fusca
El negrón especulado (Melanitta fusca) es una especie de ave anseriforme de la familia de los patos (Anatidae), que se distribuye por las costas, lagos y grandes ríos de Eurasia.

## Taxonomía y etimología

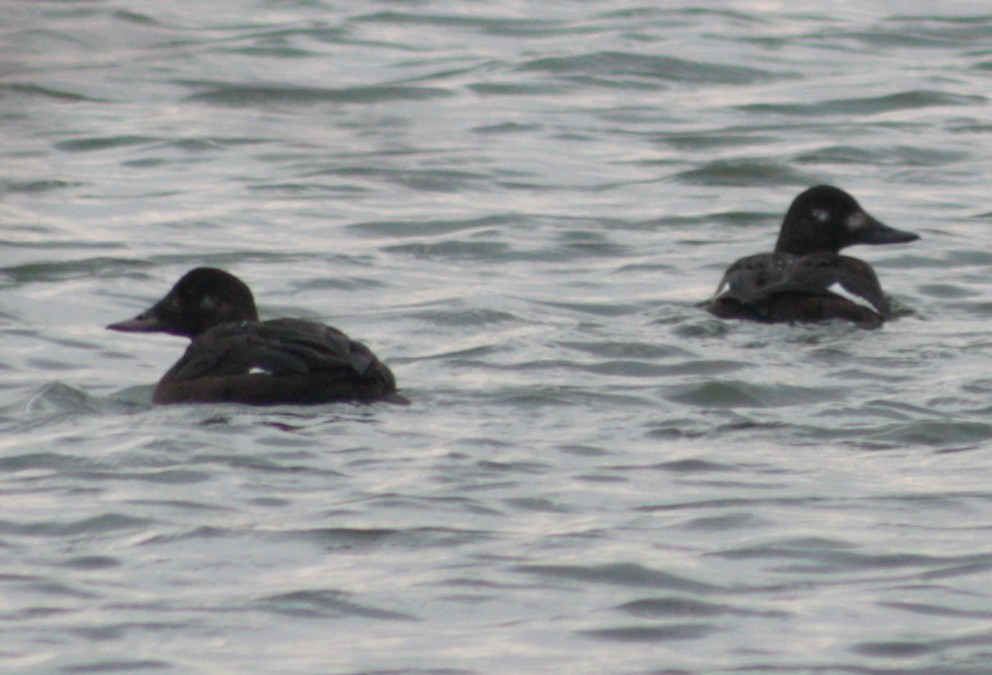
Hembras de negrón especulado.

El negrón común fue descrito científicamente por Carlos Linneo en 1758 en la décima edición de su obra Systema naturae, con el nombre de Anas fusca, que significa «pato oscuro». Posteriormente fue trasladado al género Melanitta, creado por Friedrich Boie en 1822. Actualmente no se reconocen subespecies, pero anteriormente se consideraba que tenía tres, pues se incluía dentro de esta especie al negrón aliblanco (Melanitta deglandi). Ambas especies junto al negrón marino (Melanitta perspicillata) forman el subgénero Melanitta, mientras que el otro subgénero del clado, Oidemia, está formado por el negrón americano y el negrón común.
El nombre de su género procede de la combinación de las palabras griegas melanos «negro» y netta «pato», y su nombre específico fusca en latín significa «oscura». Su nombre común, negrón especulado, también hace referencia a su coloración por tener el plumaje negro entre el que destaca su espejuelo blanco, y que le diferencia del negrón común.

## Descripción
Es una anátida de tamaño mediano-grande, mide de 51 a 58 cm de largo y tiene una envergadura alar de entre 79 y 97 cm, lo que le convierte en el miembro de su género de mayor tamaño. Es corpulento, y tiene un cuello largo y relativamente grueso. El macho en plumaje reproductivo es completamente negro, a excepción de la banda blanca del espejuelo en las plumas secundarias de sus alas que es visible sobre todo en vuelo. Además tiene una pequeña mancha blanca debajo del ojo y que se extiende hacia atrás. Su pico cuneiforme es amarillo anaranjado con la base negra. La hembra es similar aunque de color pardo oscuro y con el pico totalmente negruzco. También tien espejuelo blanco pero no tiene mancha bajo los ojos, aunque presenta manchas faciales claras de dibujo variable, que suelen estar sobre todo en las auriculares. Los jóvenes son similares a las hembras, pero su vientre es pálido.

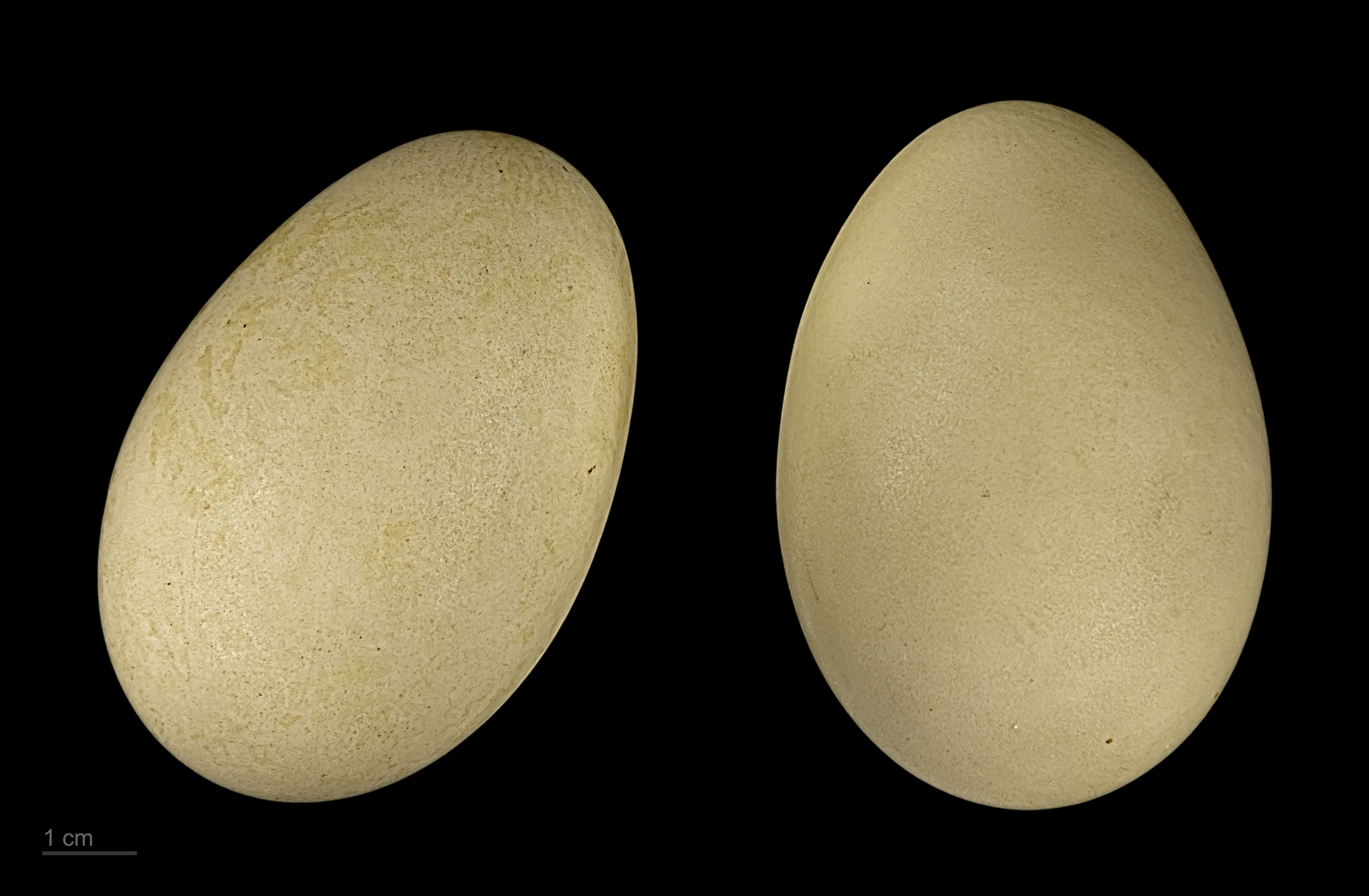
Melanitta fusca - MHNT

## Distribución

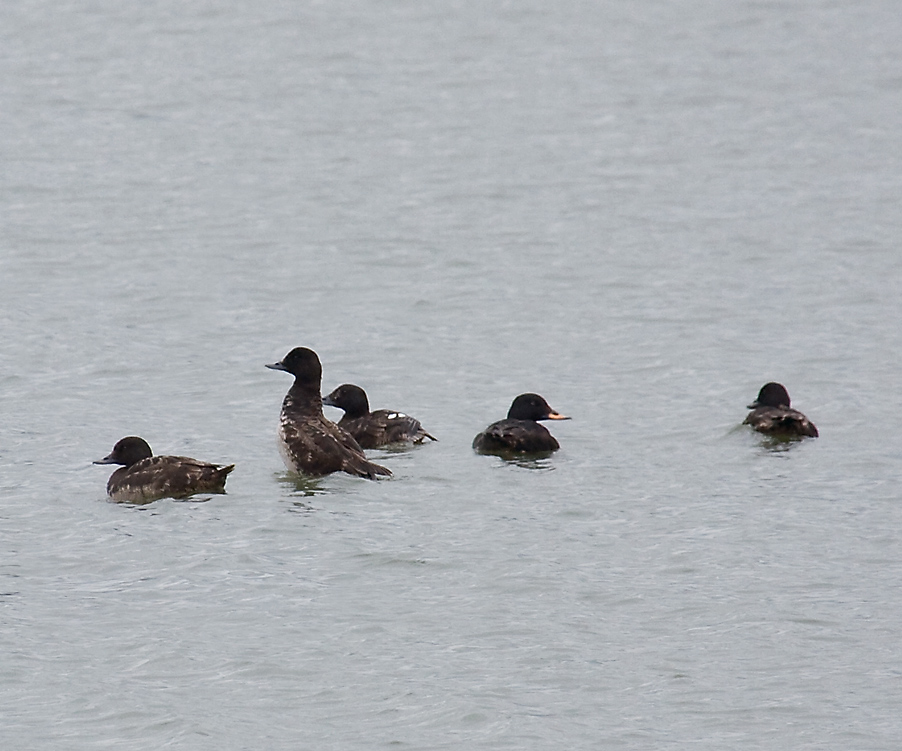
Bandada de negrones especulados.

El negron especulado cría en el norte de Europa y el este de Asia, desde Escandinavia hasta la cuenca del río Yeniséi, aunque existe una población aislada que cría en Turquía oriental. Es un pato migratorio que pasa el invierno en regiones templadas: las costas atlánticas europeas, de Escandinavia al norte de España, las zonas montañosas del sur de Europa y algunas zonas diseminadas del Mediterráneo septentrional, llegando hasta el mar Negro y el sur del Caspio.

## Comportamiento
Suele descansar en bandos no muy grandes y poco densos. Cría bastante tarde. Para alimentarse se zambulle, sin realizar un salto previo, y con las alas medio abiertas. Se alimenta principalmente de moluscos y crustáceos.